# Koprivnica (Radomlja)
Koprivnica je potok, ki izvira v bližini vasi Javorje pri Blagovici (severno od Blagovice), kjer se izliva v reko Radomlja, ta pa se nadalje izliva v Račo in v Kamniško Bistrico.